# Buster Keaton
Joseph Francis Keaton, conegut artísticament com a Buster Keaton (Picqua, Kansas, 4 d'octubre de 1895 - Woodland Hills, Los Angeles, Califòrnia, 1 de febrer de 1966), fou un gran actor, guionista i director estatunidenc de cinema mut còmic. Es va caracteritzar principalment per la seva mímica corporal mentre mantenia un rostre inexpressiu en tot moment. Igual que els seus contemporanis, Keaton venia del món del vodevil. El seu padrí va ser Harry Houdini, que el va batejar amb el nom de "Buster" ('destructor') després de veure'l caure d'una escala sense una sola ferida a l'edat de tres anys.

## Biografia

### Els inicis
Als tres anys, començà a treballar amb els seus pares amb la companyia teatral familiar, coneguda com a The Three Keatons.
Després d'anys de gira per tots els Estats Units i la Gran Bretanya, Buster Keaton es va fer famós amb el sobrenom d'el Fregall Humà. L'espectacle de la família Keaton era un dels més violents d'Amèrica. Entrà al món del cinema el 1917 sota el guiatge del mestre de la comèdia de clatellades Roscoe Arbuckle, al costat del qual aprengué la tècnica cinematogràfica, alhora que anava polint, progressivament, el caràcter estoic del seu personatge.

### L'època d'independència creativa i econòmica
El 1920, s'associà amb el productor Joseph Schenck i inicià la seva carrera com a productor independent, escrivint, dirigint i protagonitzant totes les seves pel·lícules, amb un equip estable que acabà per convertir-se en un dels més creatius del cinema americà d'aquella època. Abans de començar aquesta etapa, però, interpretà el paper protagonista de la sofisticada comèdia The Saphead (1920), dirigida per Herbert Blanché, que sorprengué crítica i públic amb un tipus d'interpretació ple d'una subtilesa que no es trobava en els curtmetratges amb Roscoe Arbuckle.
L'èxit del film l'acabà d'encoratjar per llençar-se a fer les seves pròpies produccions, i fundà la Buster Keaton Productions. Entre 1920 i 1923 realitzà dinou curtmetratges, que actualment són considerats com a autèntiques obres mestres del gènere. Al llarg d'aquests curts desenvolupà, com a actor, un personatge que és el paradigma de la impertorbabilitat, sense riure mai i plorar rarament, que defuig del recurs de cercar la compassió de l'espectador amb la pena, i que lluita contra els elements més insòlits amb l'ajut de la seva delirant imaginació. Tot això Buster ho servia amb un llenguatge corporal nou i una expressivitat facial subtil però poderosa. Com a director, desenvolupà un estil espontani però mesurat amb un perfeccionisme gairebé matemàtic, clàssic i avantguardista a la vegada. Buster Keaton emprà totes les troballes del llenguatge cinematogràfic més modern d'una manera sorprenent, procurant que la presència d'aquestes innovacions fos gairebé imperceptible, de manera que no es trenqués l'equilibri narratiu. L'interès que sempre tingué per l'apartat tècnic de la realització d'un film es presentava també en la desimboltura amb què utilitzava els més avançats efectes especials, sense deixar mai que eclipsessin la trama principal.
El 1923, començà a dirigir i protagonitzar una sèrie de nou llargmetratges, alguns dels quals es poden considerar de màxima qualitat, modernitat i elegància. Inicià el cicle amb Les tres edats (1923), film a partir del qual anà polint el seu estil, alhora que tractava de no perdre la seva inquietud per a una constant recerca de la més pura espontaneïtat.
Tres anys més tard, estrenà la que potser seria la seva obra més popular, El maquinista de la General (1926). Mentre que en l'actualitat és considerada com una de les indiscutibles obres mestres de l'art cinematogràfic, no fou ben rebuda per públic i crítica. Aquest situació representà un punt d'inflexió perillós per a la seva carrera com a productor independent.

### La crisi
Encara pogué rodar dues pel·lícules més als seus Buster Keaton Studios: El col·legial (1927) i Steamboat Bill Jr. (1928), que foren dos nous fracassos de taquilla. La situació es feu insostenible i Buster Keaton es veié obligat a acceptar un contracte per a la recentment formada Metro-Goldwyn-Mayer. El contracte era molt atractiu des del punt de vista econòmic, però altament frustrant des del de la llibertat artística: no podria dirigir ni supervisar els guions de les seves pel·lícules mai més.
El primer film que interpretà amb la nova companyia seria la seva darrera obra mestra, El cameraman (1928). Justament en aquell moment acabava d'arribar el cinema sonor, tècnica que trasbalsà tot el sistema de producció de pel·lícules. Tots aquests canvis, afegits als seus problemes conjugals, el portaren a caure en una terrible crisi alcohòlica que agreujà la seva pèrdua de control.
El 1933, després de set films d'una qualitat molt discutible, fou acomiadat de la Metro-Goldwyn-Mayer. Aquí començà la seva època més fosca. Es veié obligat a sobreviure amb papers ridículs, en pel·lícules molt fluixes. Finalment, a finals dels anys quaranta, tornà a ser contractat per la mateixa companya que l'havia acomiadat, però llavors en qualitat de gagman per a altres còmics, entre ells els germans Marx, i de supervisor còmic per als directors.
El 1940, es casà amb Eleanor Keaton, la seva última dona, i, a partir d'aquest moment, la seva vida professional i familiar tornà a una estabilitat que semblava perduda: començà a treballar en la televisió amb un cert èxit i el cridaren com a secundari per a films de rellevància, com Limelight (1952), de Charles Chaplin, en què protagonitza una excel·lent escena fent de pianista, i Sunset Boulevard (1950), de Billy Wilder.

### El redescobriment
Tot això va fer que hi hagués un redescobriment de la seva vella obra i els nous historiadors s'emportaren una gran sorpresa en revisar els seus vells èxits i copsar la modernitat de l'art keatonià. El punt culminant de tot això fou l'Oscar honorífic a la seva carrera, que rebé el 1959, i la quantitat de pel·lícules i aparicions televisives dels anys seixanta.
En els darrers anys de la seva vida feu petits papers en pel·lícules com El món és boig, boig, boig, boig, de Stanley Kramer, i La volta al món en vuitanta dies, de Michael Anderson, al costat de Cantinflas i David Niven.
Poc després de rodar Golfus de Roma (1966), de Richard Lester, morí de càncer de pulmó el 1966, al seu petit ranxo de Woodland Hills.
Actualment, Buster Keaton ha esdevingut un dels còmics i directors cinematogràfics més citats i imitats per artistes de tots els camps, des de la música (Jordi Sabatés), el ballet (Cesc Gelabert), els dibuixos animats o les arts gràfiques. Ha estat recentment escollit com al 14è director més influent de tots els temps per la revista americana Moviemaker, per davant de mestres com Fritz Lang o Friedrich W. Murnau, i cada dia s'estan obrint fòrums i clubs dedicats a la discussió sobre el geni de l'humor visual, entre els quals cal destacar Damfino i el fòrum americà de discussió Silentbuster, famós per les activitats de recerca dels seus membres.

## Filmografia
Curtmetratges amb Roscoe Arbuckle
- The Butcher Boy (1917), dir.: Roscoe Arbuckle
- The Rough House (1917), dir.: Roscoe Arbuckle
- His Wedding Night (1917), dir.: Roscoe Arbuckle
- Oh Doctor! (1917), dir.: Roscoe Arbuckle
- Coney Island (1917), dir.: Roscoe Arbuckle
- A Country Hero (1917), dir.: Roscoe Arbuckle
- Out West (1918), dir.: Roscoe Arbuckle
- The Bell Boy (1918), dir.: Roscoe Arbuckle
- The Cook (1918), dir.: Roscoe Arbuckle
- Moonshine (1918), dir.: Roscoe Arbuckle
- Good Night, Nurse! (1918), dir.: Roscoe Arbuckle
- Back Stage (1919), dir.: Roscoe Arbuckle
- The Hayseed (1919), dir.: Roscoe Arbuckle
- The Garage (1919), dir.: Roscoe Arbuckle

A punt per la independència
- The Saphead (1920), dir.: Herbert Blanché

Abans de llançar-se a produir els seus propis films, Buster Keaton interpretà aquest film de llarga durada a les ordres del director Herbert Blanché. El film és una comèdia dramàtica en què Buster tingué l'oportunitat d'interpretar un tipus de personatge molt més refinat que el dels curtmetratges amb Roscoe.
- The Round-Up (1920), dir.: George Melford

Paper secundari; no surt als crèdits al primer llargmetratge protagonitzat per Roscoe, que Buster Keaton va fer per amistat.
Producció independent, Buster Keaton Productions, a Hollywood
Curtmetratges
- One Week (Una setmana) (1920), dir.: Buster Keaton i Eddie F. Cline
- Convict 13 (El presidiari 13) (1920), dir.: Buster Keaton i Eddie F. Cline
- The Scarecrow (L'espantaocells) (1920), dir.: Buster Keaton i Eddie F. Cline
- Neighbors (Veïns) (1920), dir.: Buster Keaton i Eddie F. Cline
- The Haunted House (La casa encantada) (1921), dir.: Buster Keaton i Eddie F. Cline
- Hard Luck (1921), dir.: Buster Keaton i Eddie F. Cline
- The High Sign (1921), dir.: Buster Keaton i Eddie F. Cline (de fet, aquest va ser el primer film que Buster Keaton va rodar com a director el 1920, però va voler esperar una mica per a estrenar-lo)
- The Goat (La cabra) (1921), dir.: Buster Keaton i Mal St. Clair
- The Playhouse (La casa de joc) (1921), dir.: Buster Keaton i Eddie F. Cline
- The Boat (La barca) (1921), dir.: Buster Keaton i Eddie F. Cline
- The Paleface (El rostre pàl·lid) (1922), dir.: Buster Keaton i Eddie F. Cline
- Cops (Policies) (1922), dir.: Buster Keaton i Eddie F. Cline
- My Wife's Relations (Les relacions amb la meva dona) (1922), dir.: Buster Keaton i Eddie F. Cline
- The Blacksmith (El ferrer) (1922), dir.: Buster Keaton i Mal St. Clair
- The Frozen North (El pol nord) (1922), dir.: Buster Keaton i Eddie F. Cline
- The Electric House (La casa elèctrica) (1922), dir.: Buster Keaton i Eddie F. Cline
- Daydreams (Somnis de dia) (1922), dir.: Buster Keaton i Eddie F. Cline
- The Balloonatic (L'aeronauta) (1923), dir.: Buster Keaton i Eddie F. Cline
- The Love Nest (El niu d'amor) (1923), dir.: Buster Keaton

Llargmetratges
- The Three Ages (Les tres edats) (1923), dir.: Buster Keaton i Eddie F. Cline
- Our Hospitality (La nostra hospitalitat) (1923), dir.: Buster Keaton i John G. Blystone
- Sherlock Jr. (El modern Sherlock Holmes) (1924), dir.: Buster Keaton
- The Navigator (El navegant) (1924), dir.: Buster Keaton i Donald Crisp
- Seven Chances (Les set ocasions) (1925), dir.: Buster Keaton
- Go West (A l'Oest) (1925), dir.: Buster Keaton
- Battling Butler (El boxador) (1926), dir.: Buster Keaton
- The General (El maquinista de la General) (1926), dir.: Buster Keaton i Clyde Bruckman[1]
- College (El col·legial) (1927), dir.: Buster Keaton (no surt als crèdits) i James W. Horne
- Steamboat Bill Jr. (Bill-del-Vapor Jr.) (1928), dir.: Buster Keaton (no surt als crèdits) i Charles "Chuck" Reissner

Estrella a la MGM
Només com a actor i amb tècnics de la companyia, amb l'excepció del primer film. Amb tot, la implicació de Buster Keaton rere la càmera varia segons el film i les circumstàncies.
- The Cameraman (El cameraman) (1928), dir.: Buster Keaton (no surt als crèdits) i Edward Sedgwik
- Spite Marriage (El comparsa) (1929), dir.: Edward Sedgwick
- The Hollywood Revue of 1929 (1929), dir.: Charles "Chuck" Reisner (primer film sonor on apareix)
- Free and Easy (1930), dir.: Edward Sedgwick, i la versió Estrellados (1930), dir.: Edward Sedgwick i Salph de Alberich (en castellà)
- Doughboys (1930), dir.: Edward Sedgwick, i la versió De frente, marchen (1930), dir.: Edward Sedgwick i Salph de Alberich (en castellà)
- Parlor, Bedroom and Bath (1931), dir.: Edward Sedgwick, i les versions Casanova wider Willen (1931), dir.: Edward Brophy (en alemany); Buster se marie (1931), dir.: Claude Autant Lara (en francès), i Pobre Tenorio (1931), dir.: Edward Sedgwick i Salph de Alberich (en castellà)
- Sidewalks of New York (1931), dir.: Jules White i Zion Myers
- The Passionate Plumber (1932), dir.: Edward Sedgwick, i la versió Le plombier amoureux (1931), dir.: Claude Autant Lara (en francès)
- Speak Easily (1932), dir.: Edward Sedgwick
- What! No Beer? (1933), dir.: Edward Sedgwick

Films de llarg metratge protagonitzats en països estrangers
- Le roi des Champs-Élysées (1934) (El rei dels camps Elisis, rodada a França), dir.: Max Nosseck
- The Invader (o An Old Spanish Custom, rodada a Anglaterra) (1935), dir.: Adrian Brunel
- El moderno Barba Azul (1946) (rodada a Mèxic), dir.: Jaime Salvador

Curts protagonitzats per a l'Educational Pictures
- The Gold Ghost (1934), dir.: Charles Lamont
- Allez Oop (1934), dir.: Charles Lamont
- Palooka from Paducah (1935), dir.: Charles Lamont
- One Run Elmer (1935), dir.: Charles Lamont
- Hayseed Romance (1935), dir.: Charles Lamont
- Tars and Stripe's (1935), dir.: Charles Lamont
- The E-Flat Man (1935), dir.: Charles Lamont
- The Timid Young Man (1935), dir.: Mack Sennett
- La fiesta de Santa Bárbara (1935), dir.: Louis Lewyn (Buster Keaton hi fa una aparició secundària)

Curt col·lectiu; primer film en color en què Buster hi fa una aparició (breu):
- Three on a Limb (1936), dir.: Charles Lamont
- Grand Slam Opera (1936), dir.: Charles Lamont
- Blue Blazes (1936), dir.: Raymond Kane
- The Chemist (1936), dir.: Al Christie
- Mixed Magic (1936), dir.: Raymond Kane
- Jail Bait (1937), dir.: Charles Lamont
- Ditto (1937), dir.: Charles Lamont
- Love Nest on Wheels, dir.: Charles Lamont

Curts protagonitzats per a la Paramount Pictures
- Pest from the West (1939), dir.: Del Lord
- Mooching Through Georgia (1939), dir.: Jules White
- Nothing But Pleasure (1940), dir.: Jules White
- Pardon My Berth Marks (1940), dir.: Jules White
- The Taming of the Snood (1940), dir.: Jules White
- The Spook Speaks (1940), dir.: Jules White
- His Ex Marks the Spot (1940), dir.: Jules White
- So You Won't Squawk (1941), dir.: Del Lord
- General Nuisance (1941), dir.: Jules White
- She's Oil Mine (1941), dir.: Jules White

Papers secundaris en films de llarg metratge (selecció)
- Hollywood Cavalcade (1939), dir.: Charles "Chuck" Reisner, film llarg d'episodis en què Buster Keaton té una part destacada. També hi col·labora en la direcció i en el guió.
- The Villain Still Pursued Her  (1940), dir.: Eddie F. Cline
- Li'l Abner (1940), dir.: Albert S. Rogell
- Forever and a Day (1943), dir.: René Clair, Edmund Goulding, Cecil Hardwicke, Frank Lloyd, Victor Saville, Robert Stevenson i Helbert Wilcox
- San Diego I Love You  (1944), dir.: Reginald Le Borg (llarg)
- That's the Spirit (1945), dir.: Charles Lamont
- Sunset Blvd. (El crepuscle dels déus) (1950), dir.: Billy Wilder
- Limelight (1952), dir.: Charles Chaplin
- La volta al món en vuitanta dies (1956), dir.: Michael Anderson
- The Adventures of Huckleberry Finn (1960), dir.: Michael Curtiz
- El món és boig, boig, boig (It's a Mad Mad Mad Mad World) (1963), dir.: Stanley Kramer
- Due marines e un generale (Guerra a la italiana) (1966), dir.: Luigi Scattini
- A Funny Thing Happened on the Way to the Forum (Golfus de Roma) (1966), dir.: Richard Lester

Curtmetratges tardans com a protagonista (selecció)
- Film (1965), dir.: Alan Schneider i Samuel Beckett
- The Railrodder (1965), dir.: Gerald Potertton
- Buster Keaton Rides Again, dir.: John Spotton

Curtmetratges documentals escrits i dirigits per Buster Keaton en els quals no apareix com a actor
- Streamlined Swing (1938), dir.: Buster Keaton
- Hollywood Handicap (1938), dir.: Buster Keaton
- Life in Sometown, U.S.A. (1938), dir.: Buster Keaton